# Sáska László
„Itt fekszem a Gidabó kisebbik testvérének, a Shisha-pataknak a partján, édes semmittevésben. Rám süt Afrika forró napözöne. Fejem alatt egy kemény bazaltkőpárna. Fölöttem a mérhetetlen kiterjedésű, hamuszürke égbolt, melynek levegőtengerében szakállas saskeselyűk eveznek, minden szárnyrebbenés nélkül.
A szakállas saskeselyű ritka óriásmadara Afrikának. Csak némely hegyvidékeken található. A gyönyörű madár bárány nagyságú, csőre alatt 8–10 cm hosszúságú, vastag sörtéjű fekete szakáll csüng alá. A madár melle sárgás- vagy rozsdabarna.
Nálunk is élt ennek az óriásmadárnak egyik faja, a Retyezát és Pareng-havasok sziklarengetegében. Az az európai, emez pedig az afrikai szakállas saskeselyű: a Gypaetus ossifragus. Megjelenésük nemesebb, és repülésük egészen más, mint egyéb dögevő rokonaiké. A figyelmes vadász csakhamar meg tudja különböztetni a hatalmas madarat egyéb keselyűféléktől, még akkor is, ha a madár felhőnyi magasságban evez. A szakállas saskeselyűn kívül nincs még egy ilyen jellegzetesen repülő madara a természetnek. Egyéb dögkeselyűk és szárnyas ragadozók kiterjesztett szárnya repülés alatt köralakot mutat. A farkuk is ernyő alakú és rövid.
A szakállas keselyű kiterjesztett szárnya olyan, mint az acélból, alumíniumból megépített repülőgépé. Minden görbület nélküli, és ugyanilyen az egyenes, jellegzetesen hosszú farka is. A hosszú szárny s a hosszú farok közé ékelt test sokkal hosszabb, mint más egyéb ragadozó madár teste. Azért, amikor ez a ritka madár az égbolt kárpitján megjelenik, valóban csalódásig híven utánozza a felhők magasságában úszó repülőgép alakját.
Két szakállas keselyű úszik a levegőben, pontosan a fejem felett körözve. Méltóságosan és szárnyrebbenés nélkül eveznek a magasságban. Szemlét tartanak a szidamói őserdők, patakok és erdei tisztások felett.”
Afrika óriásmadarai, részlet az Életem, Afrika című könyvből       
Sáska László (Nagyenyed, 1890. szeptember 26. – Arusha, Tanzánia,  1978. november 8. ) orvos, orvosi és természettudományi szakíró.

## Életpályája
Az erdélyi örmény Sáska család leszármazottja (eredeti név: Susan 'Սուզան'). Középiskoláit szülővárosában, a Bethlen Kollégiumban végezte, de Tordán érettségizett 1910-ben. Rövid ideig segédjegyző volt Nagyponorban. Orvosi tanulmányait Kolozsváron kezdte, majd Budapesten és Bécsben folytatta. Közben részt vett az I. világháborúban tüzérfőhadnagyként, s többször kitüntették. Egyetemi tanulmányait befejezve Isaszegen lett körorvos. 1933-ban kivándorolt Afrikába. Előbb Szomáliában, majd Etiópiában telepedett le; itt a császári család orvosa volt. Innen 1937-ben a tanzániai Arushába költözött, ahol haláláig élt és gyógyította a bennszülötteket.
Az érdi Magyar Földrajzi Múzeumban 2005-ben szobrot álíítottak emlékére.

## Munkássága
Foglalkozott a trópusi betegségekkel, a rák megelőzésével, de főként a malária gyógyításával. 
Új növény- és állatfajokat írt le, melyek az ő nevét viselik (pl. Amorphophollus abessinicus Sascai). Az Angol Királyi Rákkutató Intézet levelező tagjává választotta, 1972-ben a Román Orvostudományi Akadémiának is tagja lett.
Orvosi és természettudományi közleményei angol, német és magyar szaklapokban jelentek meg. Népszerűsítő írásait az Enyedi Hírlap is közölte a harmincas években.
Etnográfiai, antropológiai, botanikai és zoológiai megfigyeléseinek egy részét Életem Afrika című könyvében (Bukarest 1969) közölte, melyet ifj. Xántus János rendezett sajtó alá, fia, Xantus Gábor pedig filmet készített belőle. Orvosi szakmunkáját Maláriától a rákig címmel (Rákoscsaba 1939) Arushában írta. 2003-ban Cséke Zsolt egy öreg terepjárón Nagyenyedtől Tanzániáig utazott, és bejárta Sáska doktor életének legfontosabb állomásait. Riportokat készített a Sáska házaspárt ismerő személyekkel, kiderítette, hogy mi lett a hagyatékuk sorsa, és útja végén felkutatta és rendbe hozta  Dr. Sáska László sírját. Erről az utazásról a geográfus végzettségű rendező-operatőr Életem Afrika címmel 17 részes filmsorozatot készített, melyet többször vetítettek az országos televíziók.

## Kötetei

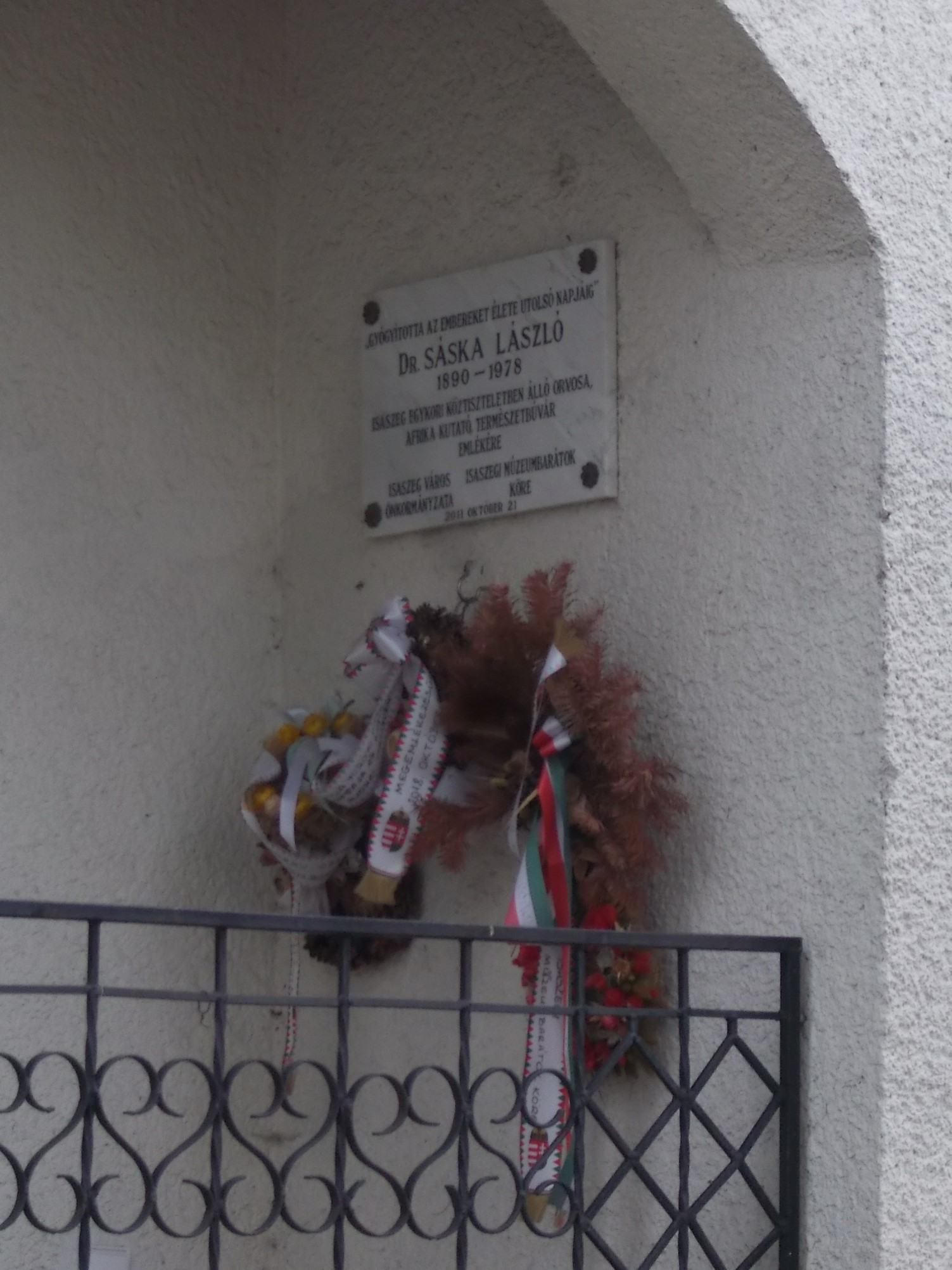
Emléktáblája Isaszegen

- Maláriától a rákig; s.n., Arusha, 1939
- Életem Afrika; sajtó alá rend. Xantus János; Ifjúsági, Bukarest, 1969
- Nagyenyedtől az Egyenlítőig. Sáska László Afrika-kutató hagyatékából; vál., sajtó alá rend. Győrfi Dénes; Tinivár, Kolozsvár, 2001